# Ламах
Ла́мах (грец. Λάμαχος) — афінський полководець епохи Пелопоннеської війни.
Син філософа, поета та мандрівника Ксенофана. Відрізнявся невгамовною та часом безрозсудною сміливістю. За його войовничу вибуховість Аристофан висміяв його в своїх комедіях «Ахарняни» і «Мир».
За дорученням Перикла Ламах звільнив у 493 до н. е. Суніон від його тирана. Пізніше в 424 році до н. е. у Чорному морі під Гераклеєю весь його флот зазнав катастрофу. Ламах також був серед афінян, які скріпили присягою Нікієв мир.
У 415 році до н. е. йому було доручено разом із Нікієм і Алківіадом головне начальство в сицилійській експедиції (). На жаль, його розумну пораду прямо плисти на Сіракузи і скористатися першими замішанням ворога для нападу на нього було відкинуто. Натомість прийняли план Алківіада. Ламах загинув під Сіракузами в 414 до н. е.